# Vlatko Lozanoski
Vlatko Lozanoski (makedonska: Влатко Лозаноски), född 27 juni 1985 i Kičevo, är en makedonsk sångare.

## Karriär

### Eurovision Song Contest 2013

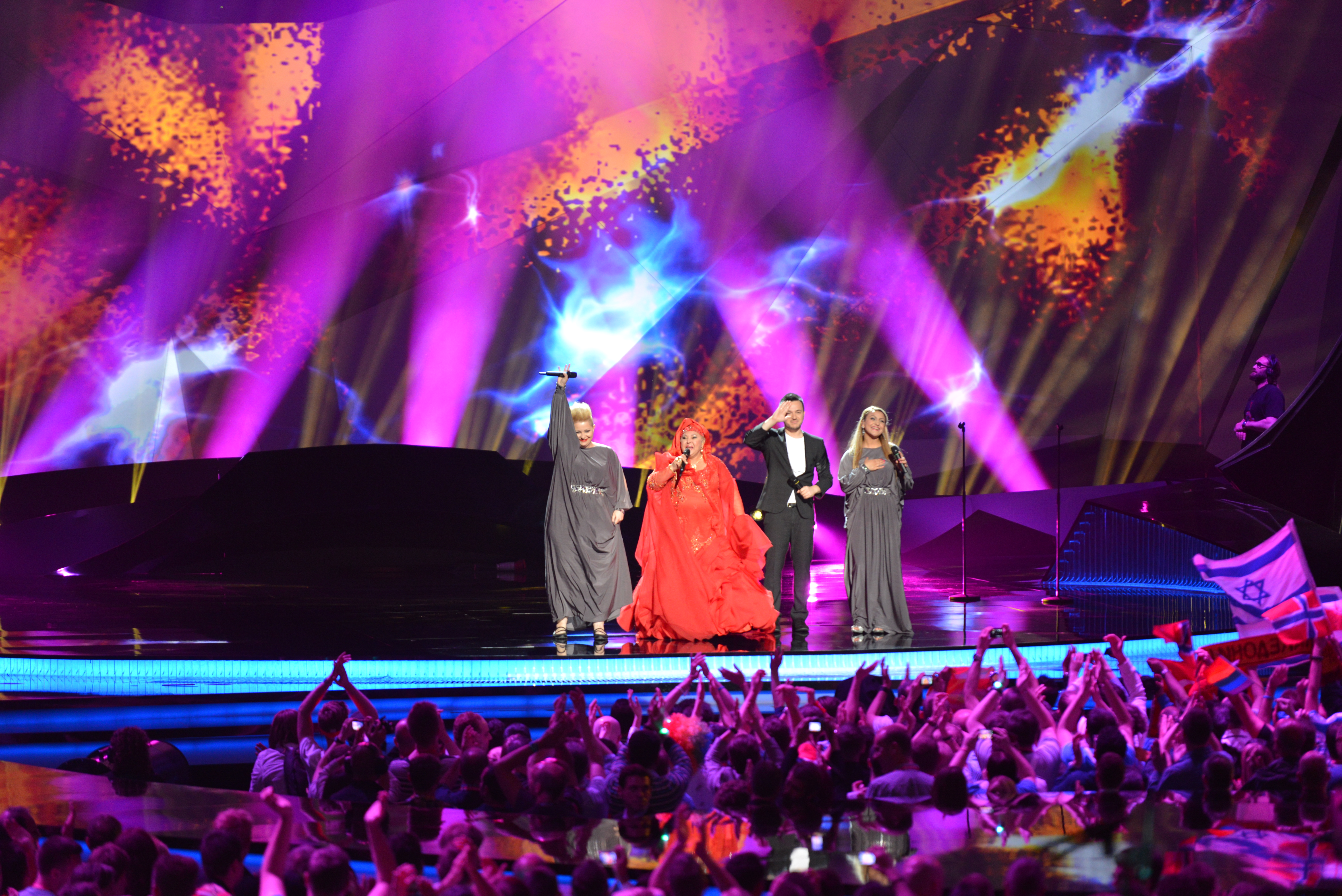
Vlatko Lozanoski och Esma Redžepova

Den 29 december 2012 blev det klart att Lozanoski kommer att representera Makedonien i Eurovision Song Contest 2013 tillsammans med Esma Redžepova, detta efter att ha valts ut internt av MRT.

## Diskografi

### Album
- 2010 – Lozano